# Kathryn Joosten
Andrea Bowen (Eustis, Florida, 20. prosinca 1939. - Westlake Village, Kalifornija, 2. lipnja 2012.) bila je američka glumica najpoznatija po ulogama Karen McCluskey u TV seriji Kućanice i Dolores Landingham u TV seriji "Zapadno krilo".